# Joanna Sylwia Wessely-Szponder
Joanna Sylwia Wessely-Szponder – polska lekarka weterynarii, doktor habilitowany nauk weterynaryjnych.

## Kariera naukowa
W 1993 roku uzyskała tytuł lekarza weterynarii, nadanego przez Uniwersytet Przyrodniczy w Lublinie. 
26 stycznia 2006 roku ukończyła studia doktoranckie na kierunku nauki weterynaryjne na Wydziale Medycyny Weterynaryjnej Uniwersytetu Przyrodniczego w Lublinie na podstawie pracy pt. Principation of Cytokines in Destructive Response of Neutrophils in the Course of Bovine Respiratory Disease in Heifers.
Od 1994 roku zatrudniona jest w Uniwersytecie Przyrodniczym w Lublinie.
22 lutego 2018 roku uzyskała stopień doktora habilitowanego nauk weterynaryjnych w dyscyplinie weterynarii na Katedrze Przedklinicznych Nauk Weterynaryjnych na podstawie rozprawy pt. Neutrofilowe peptydy przeciwdrobnoustrojowe (NPP), właściwości, interakcje z neutrofilami i makrofagami, potencjalne zastosowania ekstraktu neutrofilowego we wspomaganiu procesów gojenia.

## Publikacje
- 2005: Effect of leukotoxin from M. haemolytica and LPS from E. coli on secretory response of bovine neutropils in vitro.
- 2005: Effect of leukotoxin of Mannheimia haemolytica and LPS of E. coli on secretory response of bovine neutrophils in vitro.
- 2005: PMSG influence on oestrogen secretion by porcine granulosa cells from ovarian follicles and cysts in vitro.
- 2006: Wpływ monenzyny na żywotność i aktywność izolowanych neutrofili od jałówek w przebiegu zespołu oddechowego BRD.
- 2006: Badania cytotoksyczności monenzyny i narazyny w hodowli linii ciągłej hepatocytów szczura.

Opracowano na podstawie źródła:.